# Patrick Vieira (football, 1992)
Pour les articles homonymes, voir Patrick Vieira et Vieira.
Patrick Martins Vieira est un footballeur brésilien né le 11 janvier 1992 à Rio de Janeiro. Il évolue au poste de milieu de terrain avec le club brésilien de Nação Esportes.

## Biographie
Patrick Vieira joue au Brésil et au Japon.
Il dispute quatre matchs en Copa Libertadores (un but), et un match en Copa Sudamericana.